# Magyar logicatska
A Magyar logicatska vagy korszerűsített helyesírással Magyar logikácska Apáczai Csere János (1625–1659) erdélyi pedagógus, filozófus, református teológus valószínűleg 1653 előtt, Petrus Ramus 1555-ös dialektikai munkája alapján összeállított, majd 1654-ben Gyulafehérvárott kiadott munkája, az első magyar nyelvű logikai összefoglalás.

## Keletkezése
A könyvhöz fűzött szerzői előszóból világosan kiderül, hogy Apáczai a Magyar logicatskát, valamint az annak függelékeként kinyomtatott Fortius-féle erkölcsi összefoglalást még hollandiai tanulmányai során (1648–1653) írta. A filológiai elemzések alapján a könyv kézirata valószínűleg az 1653 elején megkezdett Magyar encyclopaedia előtt elkészült, de feltehető, hogy Apáczai a logikai tételeket illusztráló példákat már csak 1654-ben dolgozta be a Magyar logicatskába. Bán Imre, az Apáczai-életmű monográfusa úgy vélte, hogy a könyv szerzője eredeti szándéka szerint a Magyar encyclopaediához készített jegyzet lehetett.
Apáczai miután 1653-ban hazatért Erdélybe és a gyulafehérvári kollégium osztálytanára lett, felvilágosult puritánus és karteziánus nézeteivel és tenniakarásával már 1653. novemberi beköszöntő beszédével kivívta maga ellen a konzervatív világi és egyházi nagyságok haragját. Talán ez lehetett az oka, hogy mintegy védekezésképpen 1654-ben sietősen hozzáfogott logikai kompendiuma kiadásának, a könyvet pedig II. Rákóczi György fejedelem akkor kilencéves fiának, Rákóczi Ferencnek ajánlotta.

## Tartalma
A nyolcadrét alakú kis könyv teljes címe Magyar logicatska, mellyet a kitsindedek számára irt Apatzai Janos. Apáczai megjelölte könyvének forrását: Petrus Ramus, a 16. században élt, az arisztoteliánus formalista logikával és a skolasztikával szembeszálló, a valóság megismerését hirdető francia humanista 1555-ben kiadott dialektikai összefoglalása. A 19–20. század szövegkritikai elemzései ezt visszaigazolták: Apáczai a könyv szerkezetében, de az egyes fogalmak meghatározásában is Ramus gondolatmenetét követte. Forrásától csupán annyiban tért el, hogy az egyes tételek szemléltetésére a gyermeki elme számára is könnyen megérthető példákat hozott fel. Ezek nyelvezete megerősíti, hogy Apáczai valóban az oktatásban bevezetendő tankönyvnek szánta logikai kompendiumát. A szövegkritikai elemzések arra is rámutattak, hogy a Magyar logicatskának előbb el kellett készülnie, mint a Magyar encycloplaedia feltehetően 1653 elején írt dialektikai és logikai fejezetének; utóbbi szövegében ugyanis kimutatható, hogy Apáczai a ramista logika tételeit már nem közvetlenül Ramustól, hanem William Ames tolmácsolásában vette át.
A könyv szerkezetében tehát forrását, Ramust követi: elsőként a logikai alapfogalmakról és ontológiai összefüggésekről (Apáczainál tekintetek) ad számot, majd az ítélet ismérveit (tekintetek egybefoglalása) veszi sorra, hogy végül a következtetés (bérekesztés) természetét vázolja fel. Apáczai szemléltetőpéldáiból világos, hogy könyvét valóban gyermekeknek szánta, így például: „A finis az, amiért a dolog vagyon, mint azért csinálja a gyermek a pennát, hogy írjon vele, azért viszen kenyeret az oskolába, hogy megegye, azért fizet a mesterének, hogy tanítsa.” Ezek a magyarázatok egyszersmind arra is rávilágítanak, hogy noha Apáczai a descartes-i racionalizmus egyik első és leglelkesebb magyar követője volt, mégsem vette észre és küszöbölte ki azokat a formális logikai elemeket, amelyek már kora kartezianizmusával is összeegyeztethetetlenek voltak. Ugyanakkor a ramista logika átvétele akár egy átgondolt döntés eredménye is lehetett Apáczai részéről. Annak a felismerése, hogy a berögzült gondolkodásmóddal, a teológiai dogmatizmussal való szembeszállásra a száz évvel korábban élt Ramus materialisztikus logikájának meggyökereztetése a fontolva haladás eszköze lehet.

## Hatása
Apáczai logikai traktátumát a 18. század literátusai is jól ismerték, említette Bod Péter, Weszprémi István, Horányi Elek, Wallaszky Pál és Benkő Ferenc. A 19. század filológusai címről szintén ismerték a művet, de példányairól nem tudtak. Szabó Károly fedezte fel egy példányát 1862-ben a marosvásárhelyi református kollégium könyvtárában, majd Szabó Samu ismertette a Budapesti Szemle egyik 1863-as számában. A Marosvásárhelyről előkerült példány jelentősége, hogy 1680-as évekbeli tulajdonosa a könyvbe kötött írólapokra a Magyar logicatska és a Magyar encyclopaedia alapján magyar–latin logikai szószedetet készített – ami Apáczai könyvének használatáról vall.
A Magyar logicatska szerzője mindennemű előzmény nélkül, elsőként készített magyar nyelvű logikai összefoglalást. Nyelvi szempontból az Apáczai által alkotott logikai műszavak nem mindig következetesek, a szöveg olvasása és megértése a mai kor embere számára itt és a Magyar encyclopaediában is nagy nehézségekkel jár. Szóalkotási bizonytalanságait jelzi, hogy ugyanarra a latin terminusra más és más magyarítást használt a két könyvben, például a tagadás a Magyar Encyclopaediában már elvétel. Mindezek ellenére 1654-ben kiadott munkája a magyar logika méltó nyitánya, Apáczai szóalkotásainak egy része időtállónak bizonyult, ma is a logikai terminológia részét képezi.

### Újrakiadásai
- Magyar logikácska és egyéb írások. Bev., vál. és jegyz. Szigeti József. Bukarest: Kriterion. 1975.  = Téka,
- Magyar logikácska és egyéb írások. Bev., vál. és jegyz. Szigeti József. [2. kiad.]. Bukarest; Kolozsvár: Kriterion. 2001.  = Téka,  ISBN 973-26-0637-1